# Humiria balsamifera
Pour les articles homonymes, voir Gommier de montagne.
Espèce
Classification APG III (2009)
Statut de conservation UICN

 LC  : Préoccupation mineure
Synonymes
Selon Tropicos (10 mars 2022) :
- Houmiri balsamifera Aubl.
- Humiria arenaria Baill.
- Humiria balsamifera J. St.-Hil.
- Humiria balsamifera fo. attenuata Cuatrec.
- Humiria balsamifera fo. balsamifera Aubl.
- Humirium amplexicaule Mart. ex Urb.
- Humirium balsamiferum Benth.
- Humirium multiflorum Mart.
- Myrodendrum amplexicaule Willd.
- Myrodendrum amplexicaule Spreng.
- Myrodendrum balsamiferum Raeusch.

Selon GBIF (10 mars 2022) :
- Houmiri balsamifera Aubl.
- Humiria amplexicaulis Mart.
- Humiria amplexicaulis Mart. ex Urb.
- Humiria floribunda (Mart.) Urb.
- Humiria montana A.Juss.
- Myrodendron amplexicaule Willd.
- Myrodendron balsamiferum J.F.Gmel.
- Myrodendron subvaginale Mart.
- Myrodendron subvaginale Mart. ex Urb.

Humiria balsamifera est une espèce de plantes à fleurs de la famille des Humiriaceae (anciennement des Linaceae). C'est un arbre sud-américain. Il s'agit de l'espèce type du genre Humiria Aubl.. Cette espèce comprend plusieurs taxons infra-spécifiques, dont plusieurs endémiques.

## Dénominations
Le nom Humiria provient du nom vernaculaire Garipon : Houmiri.
En Guyane il est connu sous les noms de Bois rouge, Houmiri, Houmiri baumier, Gommier de montagne, Bois à flambeau, Triane, Bois d'encens, Balata (Créole), Umiri (Portugais), Weli (Wayãpi), Psum (forme arbustive poussant sur les inselbergs), Umeg (Palikur), Booga-Bita, Aneichi oudou, Houmiri oudou (Nenge tongo), Tauroniro, Houmiri (Garipon), Touri (Coussari).
On l'appelle Blakberrie, Blakka berrie, Blakkabene, Basra bolletrie, Basterd bolletrie, Wane, Merie (Sranan tongo), Bakabe-ie, Bhoso, Kiesie-ma (Saramaka), Tawaanroe, Tawanangro, Tawa-raanroe (Arawak), Meerie, Merie (Karib) au Suriname, ou encore Bastard Bulletwood, Tabaniro au Guyana, Oloroso en Colombie, Mirim, Couramira, Turanira au Brésil, Tauroniro, Umiri en Anglais, Umiry de casca cheirosa (Brésil amazonien), Umiri balsamo, Omiry, Homiry, Umery.
Au Venezuela, on nomme Midi ou Niña la sous-espèce Humiria balsamifera var. subsessilis (Urb.) Cuatrec., et Nina la sous-espèce Humiria balsamifera var. laurina (Urb.) Cuatrec..

## Description
Humiria balsamifera est un arbuste ou un arbre moyen à grand, haut de (5)15-20(35) m atteignant la canopée.
Le tronc peut porter de petits contreforts épais.
Le houppier est de forme et de taille très variables.
L'écorce est de couleur brun foncé, profondément fissurée longitudinalement.
Les jeunes rameaux sont glabres, plus ou moins anguleux ou ailés.
Les branches plus âgées sont cylindriques, grises, glabres ou quelque peu pubescentes, couvertes de poils gris et doux.
Le bois est de couleur brun violacé, assez lourd (densité : 0,79 à 0,88), à grain moyen. Les vaisseaux sont denses (8 à 16 par mm), de taille moyenne (135-150 µm), avec des perforations en grilles (10 à 25 échelons).
Le parenchyme est rare, cristallifère, essentiellement juxtavasculaire.
Les pétioles sont presque absents (sub-sessiles).
Le limbe mesure généralement (3)4-8(14) x (1,5)2,5-4(8) cm (parfois plus petit : 1,5–5 × 0,8–2,5 cm), est de forme et de taille variables (de oblong-obovale ou linéaire-elliptique atténué chez les jeunes arbres à spatulés chez les arbres plus âgés), à base auriculée, amplexicaule chez les jeunes arbres puis s'atténuant pour les arbres plus âgés (parfois ou brusquement décurrent en un pétiole long de 6-15 mm), et l'apex acuminé ou souvent émarginé chez les arbres plus âgés.
Les feuilles sont distiques, glabres, parfois poilues sur la nervure médiane abaxiale, cartacées ou coriaces et glanduleuses près de la marge inférieure.
La face inférieure est terne, brun rougeâtre, nettement nervurée.
La face supérieure est souvent maculée de jaune-vert sur fond sombre, légèrement nervurée, et rarement légèrement hirtelleuse.
Les inflorescences sont de petits ou grands panicules cymeux, blanc brillant ou blanc verdâtre généralement voyants, axillaires ou terminaux, dressés, plusieurs fois ramifiés dichotomiques, longs de (2,5)4 à 7 cm, constitués de jusqu'à 60 fleurs.
Les pédoncules sont ailés ou anguleux (carrés à fortement triangulaires), glabres ou poilus, longs de 1,5-5 cm (2-3 fois plus long que les ramifications).
Les bractées triangulaires, aiguës, persistantes, glabres, entières, longues de 1-2 mm.
Les pédicelles sont glabres, longs de 1(–3) mm, avec une articulation peu en dessous du calice.
Les fleurs sont de couleur blanche, avec des boutons ne dépassant pas 7 mm de long. Les sépales sont longs de 0,5-1 mm (3-4 fois plus courts que la corolle), épais, glabres ou ciliés, de forme orbiculaire arrondie, obtus ou aigus, à base connée (parfois presque libres), subimbriqués. Les pétales sont longs de 3-4 mm, de forme lancéolée, atténuée au sommet, obtuse ou aiguë, à marge membraneuse, glabres ou courtement poilus sur la nervure médiane. La nervure médiane et les 2 nervures latérales sont bien visibles. Les étamines sont à peu près toutes de même longueur (2 à 4 mm), monadelphes, avec des filets densément frangés de minuscules poils glanduleux, connés jusqu'au milieu (parfois jusqu'à 1/3-2/3 de leur longueur) en un tube staminal glabre, légèrement renflé.
Les anthères sont de forme lancéolée-ovale avec le connectif bien développé.
Le disque est bien visible, avec 10 lobes à peu près simples ou bifides.
L'ovaire est glabre (cilié uniquement à l'insertion du style), de forme globuleuse à obovoïde, légèrement cannelée.
Le style est généralement pentagonal, long de 2-3 mm, parfois glabre, mais le plus souvent poilu dans sa moitié inférieure, ou juste en dessous du sommet.
Les grains de pollen d’Humiria balsamifera varient selon les variétés (réticulé, psilé, perforé, etc.).
Les fruits sont de petites drupes, obovoïdes, glabres, de 10–11,4(20) × 4–8 mm, lisses ou verruqueuses, de forme ellipsoïde-oblongue à obovoïde, contenant un noyau obovoïde,,,,.

### Taxons infra-spécifiques
Notons qu'il existe occasionnellement des formes intermédiaires entre les variétés d’Humiria balsamifera, et que leur nombre pourrait considérablement réduire suite d'examens plus approfondis. Le complexe Humiria balsamifera a été étudié d'un point de vue morphométrique, et correspondrait à un complexe d'espèces.
Selon GBIF (10 mars 2022) :
- Humiria balsamifera var. balsamifera - arbre bien développé haut de 23 m en forêt, ou plus souvent un arbuste haut de 0,5–2 m dans la savane, produisant des drupes comestibles noires et juteuses à maturité.
- Humiria balsamifera var. coriacea Cuatrec. - petit arbre ou arbuste haut de (0,2–)1–5(–15) m, aux jeunes branches pubérulentes, velues ou glabrées. Les feuilles sont petites ((2,5–)4–7 × 2,4–5,2 cm), coriaces rigides, glabres, de forme obovale ou obovale-elliptique, obtuse, plutôt arrondie et souvent émarginées et mucronées à l'apex, brièvement atténuées à la base en un pétiole ailé long de 2–6 mm. La nervure médiane est légèrement visible ou saillante sur la face supérieure, proéminente sur la face inférieure, et les nervures secondaires saillantes. La texture rigide et sclérophylle ainsi que la taille et la forme des feuilles est la particularité de cette variété.
- Humiria balsamifera var. floribunda (C.Mart.) Cuatrec. - arbre ou arbuste haut de 0,5–5(–15) m, produisant des fruits comestibles, juteux, noirs.
- Humiria balsamifera var. guaiquinimana Cuatrec. - arbre ou arbuste bas atteignant 12 m de haut. Les jeunes rameaux sont hirtelleux, devenant rapidement glabres. Les feuilles sont rigides, épaisses, de forme suborbiculaire ou suborbiculaire-elliptique, subsessiles, arrondies ou très obtuses, souvent rétuses, émarginées et mucronées à l'apex, soudainement atténuées à brièvement cunéiformes-pétiolées à la base.
- Humiria balsamifera var. guianensis (Benth.) Cuatrec. - arbuste ou un petit arbre. Les feuilles sont de forme obovale, ovale ou elliptique, soudainement contractées au-dessus de la base en un pseudopétiole long et étroit (caractéristique la plus distinctive de cette variété, mais que l'on retrouve plus ou moins dans les variétés floribunda, laurina etc.).
- Humiria balsamifera var. iluana Cuatrec. - arbuste buissonnant haut de 1–2 m. Les feuilles sont petites, coriaces, rigides, de forme obovale-elliptique, glabres, ± atténuées et obtuses, émarginées ou mucronées à l'apex, cunéiformes à la base. Elle ressemble à la variété coriacea mais diffère principalement par ses pétales hirtelleux.
- Humiria balsamifera var. imbaimadaiensis Cuatrec. - arbuste bas à rameaux glabres et feuilles épaisses, rigides, largement sessiles. Les fleurs sont de couleur blanc verdâtre. Les fruits sont de forme oblongue, ellipsoïde, longue d'environ 7 mm.
- Humiria balsamifera var. laurina (Urb.) Cuatrec. - arbuste bas et tentaculaire, haut de 0,5–3 m (rarement un arbre). Les limbes sont de forme elliptiques-oblongs, contractés à la base en un long pétiole. Les rameaux sont généralement glabres. Les fruits noir violacé sont comestibles.
- Humiria balsamifera var. minarum Cuatrec.
- Humiria balsamifera var. parvifolia (A.Juss.) Cuatrec.
- Humiria balsamifera var. pilosa (Steyerm.) Cuatrec. - arbuste ou un arbre haut de 12 m. Les feuilles sont rigides, coriaces, de forme elliptique ou oblongue-elliptique, hirtelleuses sur la face abaxial, au moins sur la nervure médiane. Les jeunes rameaux et inflorescences sont hirtelleux. Les fleurs sont de couleur blanc verdâtre.
- Humiria balsamifera var. savannarum (Gleason) Cuatrec. - arbuste bas de 0,2–1(–2) m. Ses feuilles sont étroites, oblongues, généralement de forme étroite-lancéolée à apex émoussé et à base cunéiforme, sessiles ou à pétiole court (jusqu'à 2 mm).
- Humiria balsamifera var. stenocarpa Cuatrec. - arbuste ou un arbre bas de (1–)2–4(–8) m, ressemblant à la variété coriacea, mais s'en différenciant par ses feuilles plus fines et plus atténuées, et ses fruits plus étroits, avec un endocarpe mince et oblong obtus aux deux extrémités, mesurant 11–13,5 × 3,8–4,5 mm.
- Humiria balsamifera var. subsessilis (Urb.) Cuatrec. - arbre petit ou moyen (haut de 5–20 m) ou arbuste tentaculaire (0,2–1,5 m)[14].

## Répartition
Humiria balsamifera est présente de la Colombie, au Brésil, en passant par le Pérou, le Venezuela, le Guyana, le Suriname et la Guyane,.

### Taxons infra-spécifiques
- Humiria balsamifera var. balsamifera est présent de la Colombie, au Brésil en passant par le Venezuela (Bolívar : dispersé, Amazonas : répandu), le Guyana, le Suriname, la Guyane, et le Pérou. On le trvouve au Venezuela dans les forêts de plaine, les lisières de forêt, les broussailles sur sable blanc, et les savanes ouvertes, autour de 100–300 m.
- Humiria balsamifera var. coriacea Cuatrec. est présent du Venezuela (Bolívar : ± tous les tepuis, Gran Sabana, haut Río Caroní, Río Paragua, Amazonas : ± tous les tepuis, Cerro Mahedi, Monagas) au Brésil (Amazonas : Serra Aracá, Roraima : Serra Tepequém) en passant par le Guyana, et le Suriname. Il est commun au Venezuela dans les broussailles, les savanes, les affleurements rocheux ouverts, les forêts de montagne et le long des rapides des terres, autour de (400–)600–1 700(–2 100) m.
- Humiria balsamifera var. floribunda (C.Mart.) Cuatrec.' est présent du Venezuela (Bolívar : Canaima, Cerro Guaiquinima, Gran Sabana, Sierra de Lema, Amazonas : Cerro Moriche, base du Cerro Sipapo, San Carlos de Río Negro) au Brésil (Amapá, Amazonas, Bahia, Ceará, Maranhão, Mato Grosso, Minas Gerais, Pará, Roraima) en passant par le Guyana, le Suriname, la Guyane, et le Pérou. On le trvouve au Venezuela dans les forêts sempervirentes de plaine, les forêts mixtes de montagne, les savanes, les prairies sur sable blanc, et autres zones humides, autour de 50–1 000(–1 300) m.
- Humiria balsamifera var. guaiquinimana Cuatrec. est endémique du Venezuela (Bolívar : Cerro Guaiquinima, Río Trueno). On le trvouve au Venezuela dans les savane arbustive, autour de 300–1 600 m.
- Humiria balsamifera var. guianensis (Benth.) Cuatrec. est présent de l'Est de la Colombie, au Brésil (Amazonas, Pará, Roraima) en passant par le Venezuela (Amazonas : de la base du Cerro Sipapo à San Carlos de Río Negro, Anzoátegui), le Guyana, et le Suriname. On le trvouve au Venezuela dans les zones arbustives, les caatingas, les savanes, et au long des lisières forestières, autour de 50–200 m.
- Humiria balsamifera var. iluana Cuatrec. est endémique du Venezuela (Bolívar :Cerro Guaiquinima, Gran Sabana, base d'Ilú-tepui). On le trvouve au Venezuela dans les savanes, et autres formations arbustives ouvertes, autour de 900–1 600 m.
- Humiria balsamifera var. imbaimadaiensis Cuatrec. est présent du Venezuela (Bolívar : nord de Gran Sabana) au Guyana. On le trvouve au Venezuela dans les zones arbustives, et les lisières forestières, autour de 500–1 400 m.
- Humiria balsamifera var. laurina (Urb.) Cuatrec. est présent du Sud-est de la Colombie, au Brésil (Amazonas, Pará, Roraima) en passant par le Venezuela (Bolívar : Sabana Cusimi, Amazonas : répandu), et le Guyana. On le trvouve au Venezuela dans les savanes et les prairies sur sable blanc, parmi les arbustes ou un arbre des caatingas ou dans les forêts de basse montagne, autour de 50–300 m.
- Humiria balsamifera var. pilosa (Steyerm.) Cuatrec. est endémique du Venezuela (Bolívar : Ayavaparú près de la base d'Ilú- et Wadakapiapué-tepui, Ptari-tepui). On le trvouve au Venezuela dans les forêts et les formations arbustives de basse montagne, autour de 1 100–1 600 m.
- Humiria balsamifera var. savannarum (Gleason) Cuatrec. est présent du Brésil (Amazonas : base de la Serra Aracá) au Venezuela (Bolívar : Cerro Marimarota au milieu du Río Orinoco, Amazonas : Canaripó, Cerro Camani, Cerro Moriche, La Esmeralda, Santa Bárbara). On le trvouve au Venezuela dans les savanes sur sable blanc, et les collines granitiques basses, autour de 100–300 m.
- Humiria balsamifera var. stenocarpa Cuatrec. est présent du Brésil (Roraima : Serra Tepequém) au Venezuela (Bolívar : Cerro Altamira à l'est de Ciudad Piar, Río Asa, Río Hacha près de Canaima). On le trvouve au Venezuela dans les savanes et formations arbustives des basses montagnes, autour de 400–800(–1 200) m.
- Humiria balsamifera var. subsessilis (Urb.) Cuatrec. est présent du Sud-est de la Colombie, au Brésil (Amazonas ; bassin du Rio Uaupés) en passant par le Venezuela (Bolívar : Túriba, Los Pijiguaos, Amazonas : répandue dans les basses terres). On le trvouve au Venezuela dans les forêts de plaine, les bords de savane, et les savanes sur sable blanc, autour de 50–400 m[14].

## Écologie
Humiria balsamifera est un grand arbre commun en Guyane dans les forêts anciennes, parfois présent en forêt secondaire, dans les lisières forêt/savane, les bosquets de savane, ou sur les inselbergs, présent dans les forêts sempervirentes de plaine des hautes terres au Venezuela, dans les forêts de savanes des Guyanes et du bassin amazonien. Il est plus fréquent dans les broussailles et les savanes ouvertes ou les prairies, sur les rochers et sur les sols de sable blanc, généralement dans les sites secs, mais aussi dans les sites temporairement inondés, notamment dans les broussailles des hauts tepuis, autour de 0–2 100 m d'altitude au Venezuela.
Les différentes sous-espèces varient fortement en taille et dans ses habitats (savane, inselberg, forêt ancienne),.
Humiria balsamifera est une espèce dominante caractéristique des habitats de « Forêts sur sables blancs à mora de Saint-Laurent et bois rouge » en Guyane.
La phytosociologie de végétations dominées par Humiria balsamifera a été étudiée dans le contexte de la production de miel, dans les régions de Morros et de Presidente Juscelino (Maranhão, Brésil).
Ses fleurs sont particulièrement visitées par les abeilles
Melipona subnitida, Apis mellifera, Xylocopa cearensis et Megalopta amoena, et sont essentielles pour Melipona fasciculata, et Melipona subnitida dans l'État du Maranhão.
Dans le parc national de Viruá (Roraima), les abeilles Trigona spp. sont les principales pollinisatrices de Humiria balsamifera var. guianensis et Humiria balsamifera var. balsamifera f. attenuata, variétés auto-incompatibles et xénogames.
Les phénologies de ces variétés se chevauchent, et permettent des croisements potentiels, mais les barrières post-zygotiques permettent à ces variétés de coexister en sympatrie,.
Les fruits de Humiria balsamifera sont consommés par le capucin brun Cebus apella.
L'abondante sève de Humiria balsamifera est réputée attire les écureuils (Sciurillus, Guerlinguetus aestuans).
La graine et l'ovule ont été décrits en détail.
On a observé des relations entre l'habitat d’Humiria balsamifera et le nombre moyen de stomates par mm², et la physiologie des feuilles et de la photosynthèse.

## Utilisations

### bois

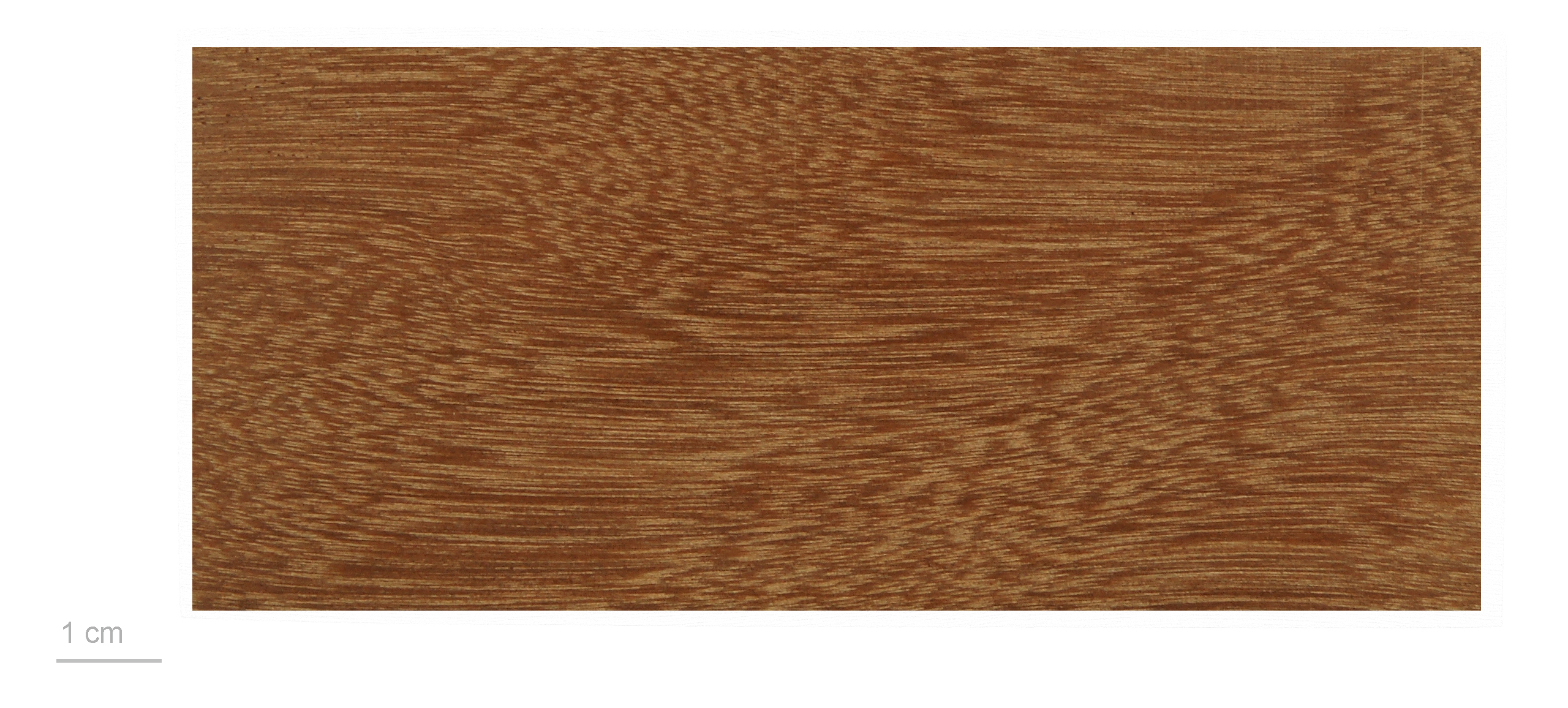
Bois de Humiria balsamifera originaire de Guyane.

Humiria balsamifera produit un fût pouvant atteindre 20 m de haut pour 40 à 100 cm de diamètre.
Son bois de couleur brun-violacé à rouge brunâtre supporte des alternances d’humidité et de sécheresse, et peut être utilisé en extérieur hors contact du sol, et soumis à la pluie. Ce bois de "5e catégorie" ("1re catégorie" en termes de durabilité) peut être utilisé pour la fabrication de placages, pour le charronnage, les charpentes lourdes, les barriques à sucre, les poteaus, la menuiserie, le parquet ou pour fabriquer du charbon de bois de qualité,.
Sa durabilité a été testée (perte de masse calculée à 6 mois : 11,3 ; perte de masse relative par rapport à l’espèce de référence non durable : 31,1% ; Densité à 12% d'humidité : 0,91 ; infraDensité : 0,74),.

### plante mellifère
Humiria balsamifera est une plante mellifère importante sur la côte orientale du Maranhão, où il fournit un miel aux saveurs, arômes et couleurs appréciés.

### fruitier
La mince couche de pulpe qui entoure le noyau de Humiria balsamifera est comestible crue, avec une saveur légèrement sucrée et résineuse (les fruits d'espèces proches comme Humiria floribunda semblent davantage appréciés).

### plante tinctoriale
Les fruits sont considérés comme tinctoriaux (marron ou violet foncé, rose ou rouge) chez les Palikur, employé pour les peintures faciales et la décoration des poteries (ex : jarres à cachiri), des bancs en bois sculpté et des maracas.
Ils emploient aussi comme colorant la sève de la forme arbustive des inselbergs (Psum).

### cosmétique
L'extrait d'écorce d’Humiria balsamifera a été testé avec succès pour la fabrication une crème hydratante artisanale à action antioxydante au Brésil.

### plante médicinale
On obtient de l'écorce odoriférante d’Humiria balsamifera une oléorésine rouge, épaisse devenant cassante, appelée « baume houmiri ». On peut s'en servir comme de la colophane ou en substitut du baume de Pérou en tant que balsamique et expectorant (comme c'est notamment le cas au Brésil),. Les Wayãpi emploient ces exsudations parfumées rouge foncé comme un substitut de fard nommé sipɨ.
Chez les Palikur de Guyane, la décoction d'écorce riche en tanin, est employée pour soigner l'érysipèle wisno (le macérat de l'écorce dans de l'eau tiède est appliqué toutes les demi-heures sur les zones douloureuses), et les rages de dent (bue, et/ou appliquée sur la dent douloureuse).
La macérat d'écorce fraîche, est aussi employé en traitement contre le cancer, à raison d'un demi-verre bu en trois prises quotidiennes pendant un mois. L'infusion d'écorce fraîche est considérée comme antispasmodique efficace, et prescrite contre l'anorexie chez les enfants.
Pour soigner le muguet, on badigeonne dans la gorge des nourrissons et jeunes enfants, un coton imbibé de la sève produite par la forme arbustive poussant sur les inselbergs et nommée psum
.
En Amazonie colombienne, les Barasana soignent blessures et coupures avec la poudre d'écorce d’Humiria balsamifera.
La décoction d'écorce d’Humiria balsamifera est employée dans le nord-ouest du Guyana comme insectifuge et pour soigner la dysenterie amibienne.
Elle contient des tanins, l'oléorésine, les stérols et terpènes. La bergénine (polyphénol présenti comme composé actif responsable) est sans effet sur Entamoeba histolytica et n'est donc pas l'agent amœbicides.
Humiria balsamifera est connu dans les médecines traditionnelles au Brésil comme vermifuge, expectorant, pour traiter les hépatites, les diarrhées, les hémorroïdes, les plaies chroniques et aussi pour soulager les maux de dents.

#### Chimie
On a expérimenté l'extraction rapide de composés de Humiria balsamifera avec un four à micro-ondes.
Humiria balsamifera contient des terpènes (ß-amyrone, bétuline, citronellol, érémophillène, dihydroactinolide et bornéol), ainsi que de la friedeline, la quercétine et la quercétine-3-α-O-arabinopyranoside, aux propriétés anti-inflammatoires et anticancéreuses par son activité inhibitrice sur la production de NO et une inhibition modérée de la production de TNF-α.
Les extraits de feuilles et l'écorce de tige de Humiria balsamifera présentent des propriétés antimicrobiennes, notamment sur des souches de Escherichia coli, Listeria monocytogenes, Salmonella enterica Typhimurium et Staphylococcus aureus
On n'a pas pu démontrer d'activité antipaludéenne d’extraits d’Humiria balsamifera sur Plasmodium falciparum.
Les tiges et feuilles d’Humiria balsamifera contiennent des terpènes et flavonoïdes assez courants (quercétine), ainsi qu'une isocoumarine (la bergénine) et des composés anti-fongiques sur Trichophyton rubrum (dermatophyte) et Candida albicans (Levure) à partir d'une concentration des extraits de 31,3 μg/mL, mais aussi sur des lignivores (Pycnoporus sanguineus à partir de 31,3 μg/mL, et Trametes versicolor à partir de 15,6 μg/mL). Ces composés sont la bergénine, l’acide maslinique, l’acide déhydroarjunolique (composé assez rare) et l’acide arjunolique
Humiria balsamifera est néanmoins hôte du champignon endophyte Stemphylium lycopersici, à l'origine de réactions chimiques sur les amines de son oléorésine odorante,,.

## Protologue

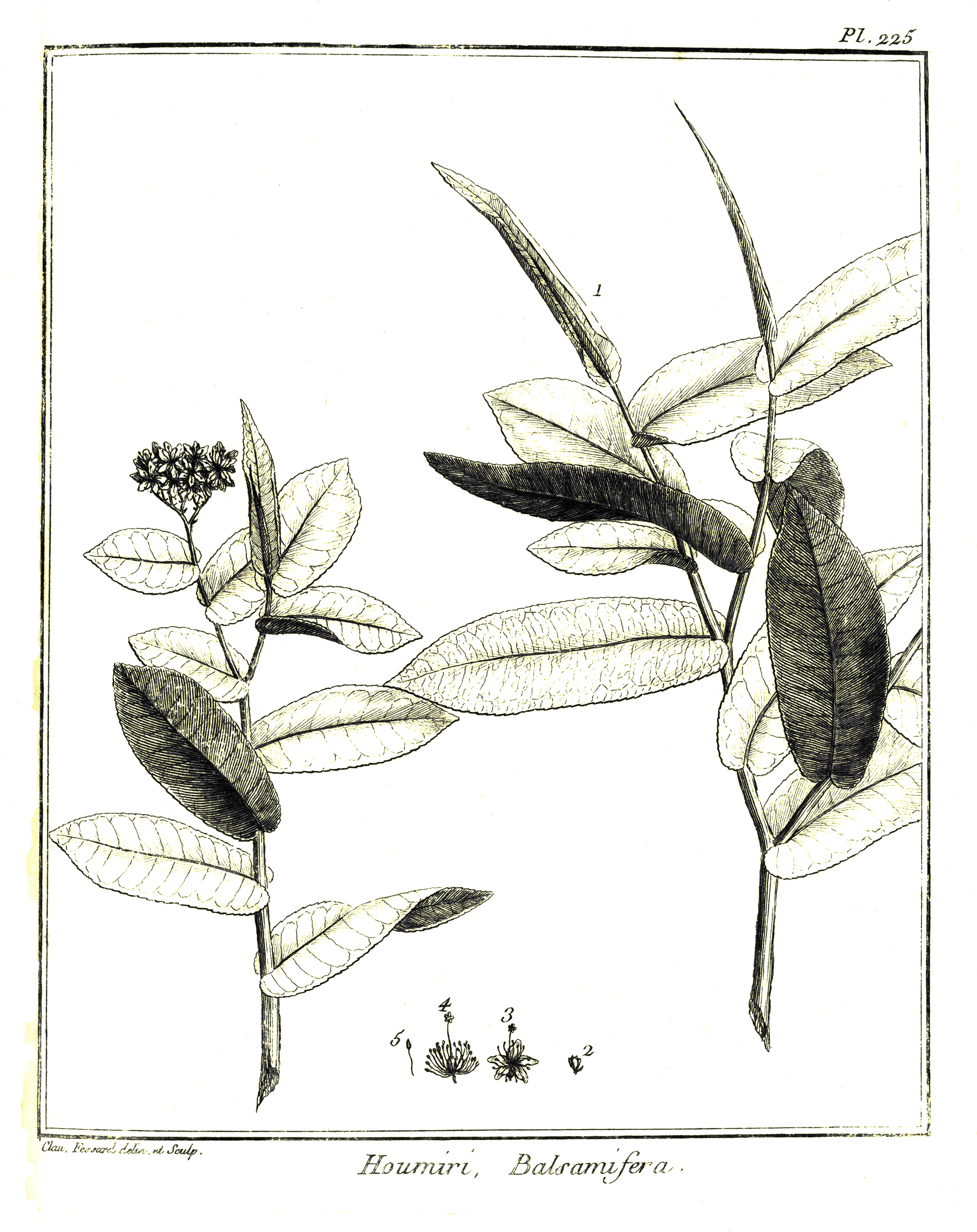
Humiria balsamifera par Aublet (1775)
Planche 225. La fleur eſt très petite ; on en a groſſi toutes les parties. - 1. Feuilles d'un jeune arbre qui commencent à ſe développer. - 2. Calice garni à ſa baſe d'une écaille. - 3. Corolle épanouie. - 4. Piſtil entouré des étamines. Ovaire, Style. Stigmate. - 5. Étamine ſéparée.

En 1775, le botaniste Aublet propose le protologue suivant :
« HOUMIRI balſamifera. (Tabula 225.)
Terebinthus procera, balſamifera, rubra. Barer. Fran. Equinox.
Arbor trunco quinquaginta aut ſexaginta-pedaii, ad ſummitatem ramoſiſſimo ; ramis longis, latè & undique ſparſis ; ramulis folioſis & floriferis. Folia alterna, ovata aut ovato-oblonga, acuta, glabra, integerrima, ſeſſilia, baſi latiora, ſemi-amplexi-caulia. Folia erumpentia, utrinque ſupernè convoluta, rubra. Flores corymboſi, axillares & terminates ; pedunculi florum ad baſim squamula muniuntur. Cortex trunci & ramorum inciſus ſuccum rubrum, reſinoſum, odoris ad ſtyracem accedentis, copiosè fundit : exſiccatus reſinam rufeſcentem præbet, de quâ utuntur incolæ ad ſuſſumigia ; feliciter uſurpatur ad ſananda vulnera. Lignum compactum & rubrum ad varios ufus utile.
Florebat Aprili.
Habitat in ſylvis Caïennæ & Guianæ.
Nomen Caribæum TOURI, & etiam HOUMIRI ; Gallicum BOIS ROUGE.
LE HOUMIRI Baumier. (Planche 225.)
Le tronc de cet arbre s'élève a cinquante & même ſoixante pieds ou plus, ſur deux pieds de diamètre. Son écorce eſt épaiſſe, rougeâtre, ridée & gerſée. Le bois eſt dur ; ſa couleur eſt d'un rouge brun. Il pouſſe à ſon ſommet pluſieurs groſſes branches qui s'étendent en tous ſens, & ſe partagent en rameaux garnis de feuilles alternes, entières, vertes, liſſes, luiſantes, fermés, longues, terminées en pointe, plus larges à leur baſe par laquelle elles embraſſent à moitié leurs rameaux, & jettent deux côtes ſaillantes qui vont ſe terminer a l'aiſſelle de la feuille qui eſt au deſſous. Les nervures latérales ne ſont point apparentes ; il n'y a que celle qui les partage dans leur longueur qui ſoit ſenſible. Les feuilles naiſſantes ſont rougeâtres ; elles ſont de chaque côte roulées en dedans. Les feuilles des jeunes arbres ont ſix pouces de longueur, ſur deux de largeur ; celles des arbres de haute-futaie ont deux pouces & demi de longueur, ſur un & demi de largeur.
Les fleurs naiſſent en bouquets aux aiſſelles des feuilles, & à l'extrémité des rameaux ; chaque branche du bouquet, & chaque fleur ont à leur baſe une petite écaille.
Le calice de la fleur eſt d'une ſeule pièce, diviſé profondément en cinq parties aiguës.
La corolle eſt à cinq pétales blancs, longs & étroits, attaches par un onglet au deſſous des étamines.
Les étamines ſont au nombre de vingt, rangées autour & au deſſous de l'ovaire. Leur filet eſt blanc, grêle. L'anthère eſt jaune, & à deux bourſes.
Le piſtil eſt un ovaire ovoïde, vert, ſurmonté d'un style jaunâtre, grêle, velu, courbe, & terminé par un stigmate jaune, à cinq rayons obtus.
L'ovaire, que je n'ai pas vu dans ſa maturité, étant coupe en travers, m'a paru à cinq loges remplies chacune d'une ſeule graine.
La fleur eſt très petite ; on en a groſſi toutes les parties.
L'écorce de cet arbre entaillée répand une liqueur balſamique ; rouge, de très bonne odeur, on ne peut mieux la comparer qu'à celle du ſtyrax ; lorſque cette liqueur s'échappe par les fentes de l'écorce, elle devient dure, caſſante, tranſparente & rouge. Cette réſine brûlée répand une odeur très agréable. Les Nègres & les habitans ſe fervent de l'écorce dont ils ſont des lanières, pour former des flambeaux.
Quelques habitans emploient le bois de cet arbre dans la conſtruction de leurs maiſons. On en fait auſſi des bardeaux pour les couvrir. cet arbre eſt nommé BOIS ROUGE par les Créoles ; HOUMIRI par les Garipons; TOURI par les Couſſaris. Il croît dans l'île de Caïenne, &c dans preſque toutes les forêts de la Guiane, à Aroura, à Orapu, à Sinémari, dans les ſavanes de Timoutou.

Je l'ai trouvé en fleur dans le mois d'Avril. La liqueur balſamique de cet arbre n'eſt point âcre, & peut très bien être employée intérieurement comme le baume du Pérou avec lequel elle a du rapport pat ſon odeur. »
— Fusée-Aublet, 1775.

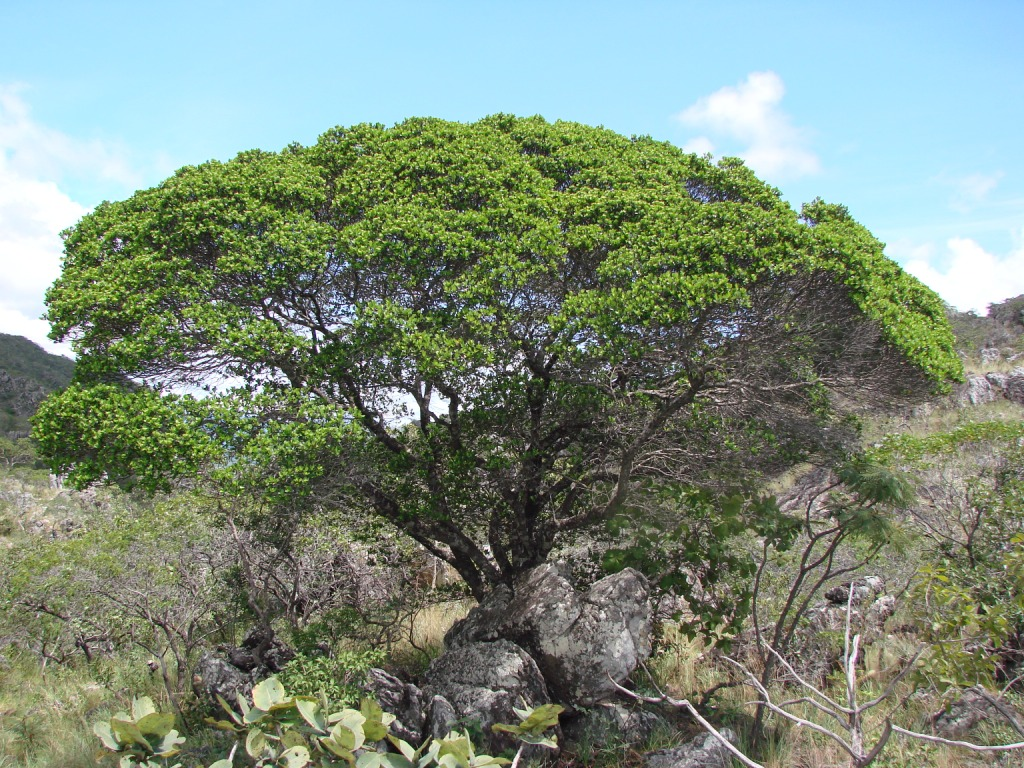
Pied de Humiria balsamifera dans le Parc national de la Chapada dos Veadeiros (Cavalcante, Goiás Brésil)
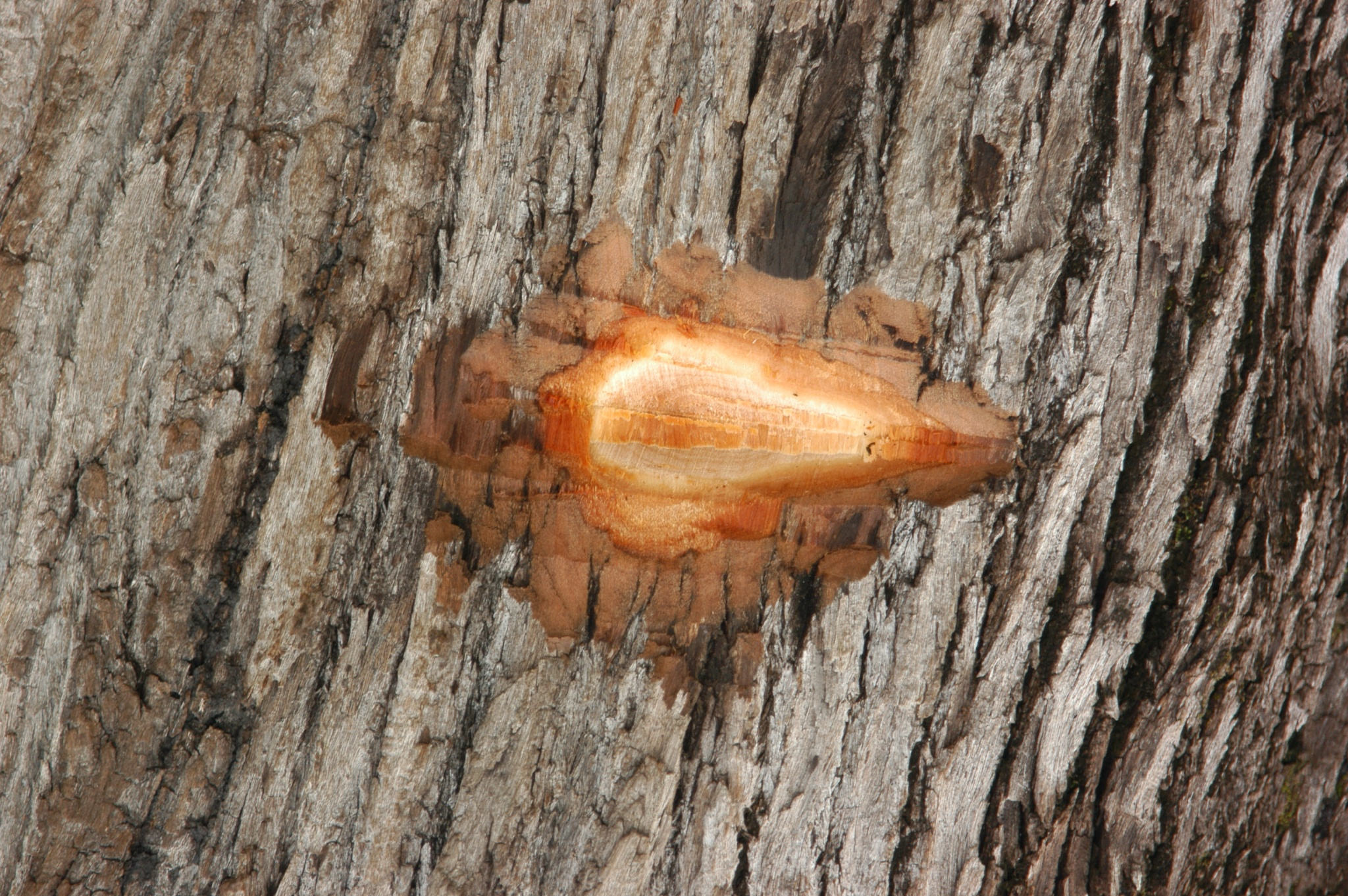
Flachis de Humiria balsamifera, dans la peninsule d'Ajuruteua à Bragança (Pará, Brésil)
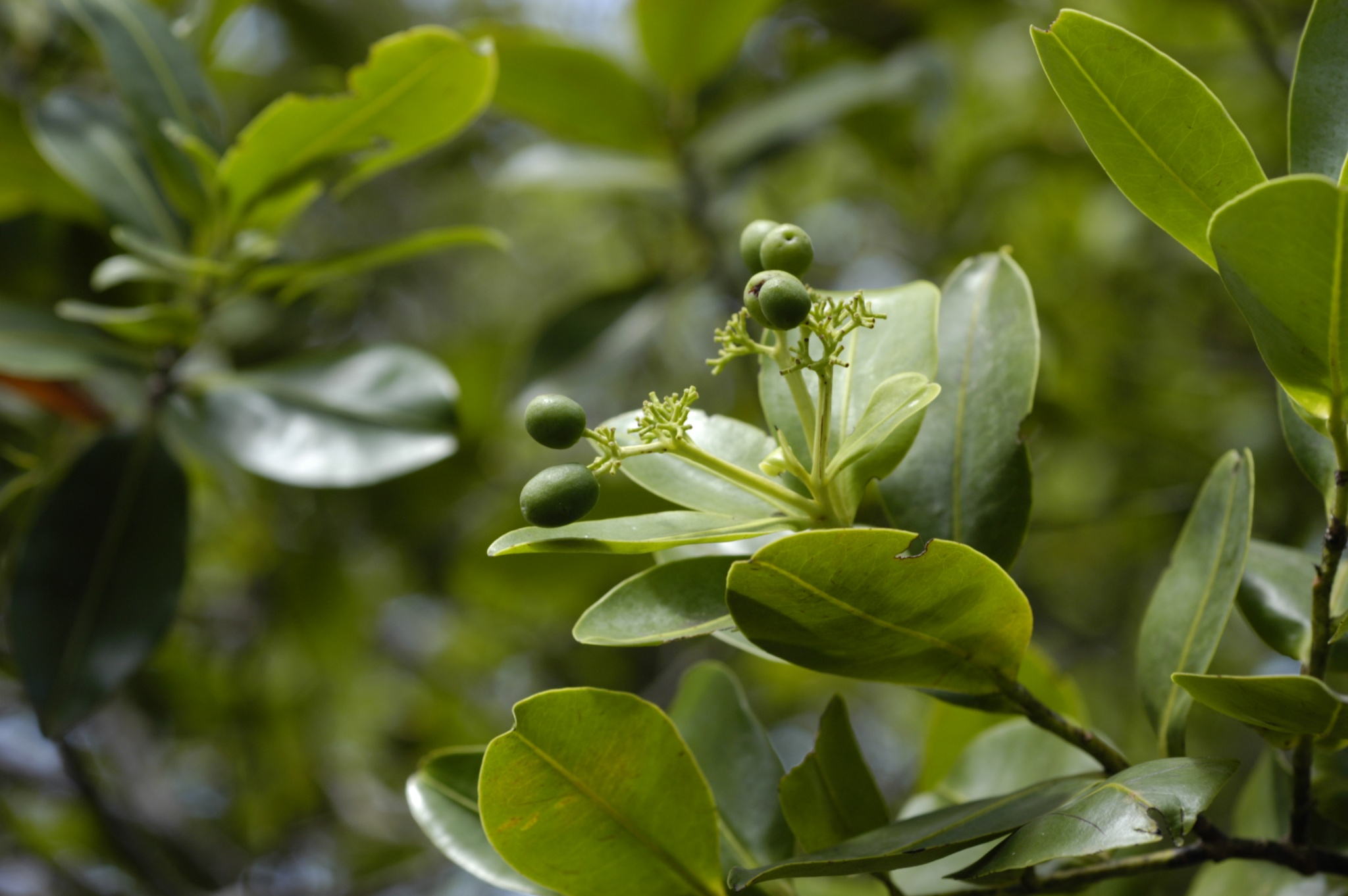
Jeunes fruits de Humiria balsamifera
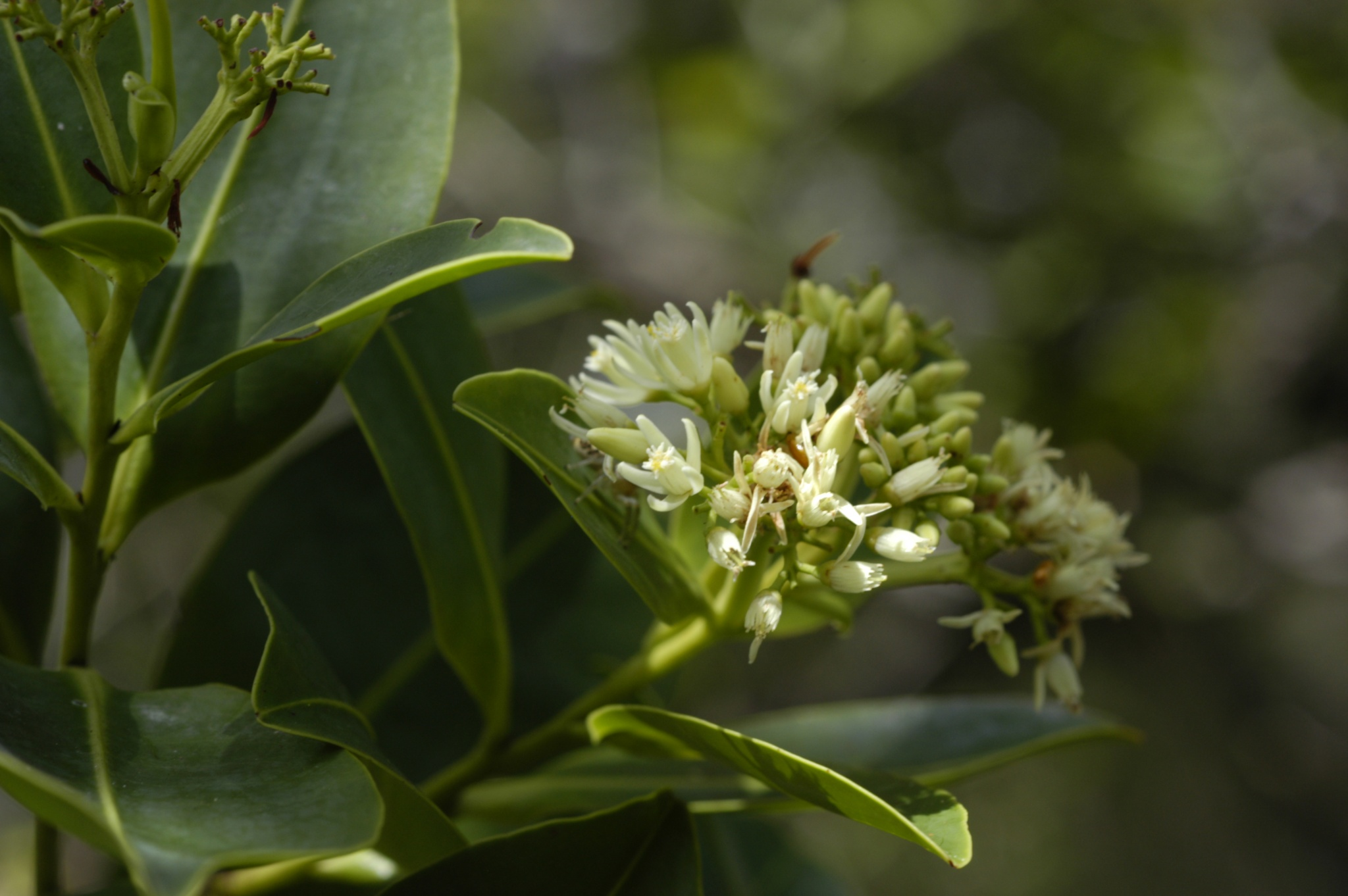
Inflorescence de Humiria balsamifera
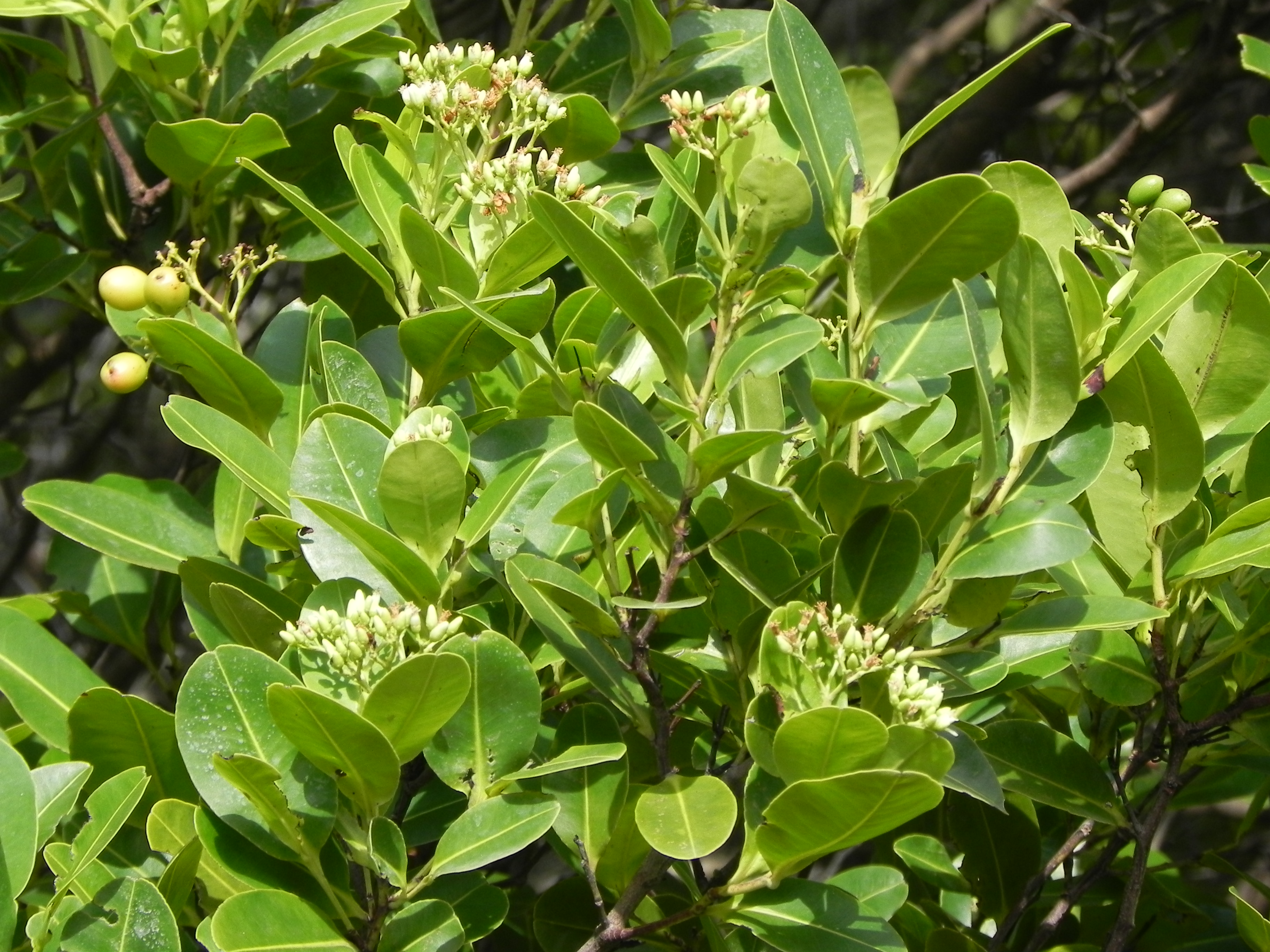
Houppier fleuri et fructifère de Humiria balsamifera